# Anaxagorea floribunda
Anaxagorea floribunda är en kirimojaväxtart som beskrevs av Timmerman. Anaxagorea floribunda ingår i släktet Anaxagorea och familjen kirimojaväxter. Inga underarter finns listade i Catalogue of Life.